# VfB Concordia Britz
VfB Concordia Britz is een Duitse voetbalclub uit het Berlijnse stadsdeel Britz.

## Geschiedenis
De club werd in 1916 opgericht als SC Britz en nam kort daarna de naam VfB 1916 Britz aan. In 1922 sloot de club SC Straßenbahn zich bij de club aan, waar door de naam werd gewijzigd in VfB Britz-Straßenbahn, maar in 1923 werd dit weer ongedaan gemaakt. In 1930 werd het stadion gebouwd waar de club vandaag nog steeds speelt. Tot aan het einde van de Tweede Wereldoorlog speelde de club geen beduidende rol in het Berlijnse voetbal.
Na de oorlog werden alle Duitse voetbalclubs ontbonden. De club werd heropgericht als SG Britz en nam deel aan de Berliner Stadtliga, de hoogste klasse. In het eerste seizoen waren er vier reeksen van negen clubs, waarvan telkens drie clubs zich kwalificeerden voor het volgende seizoen dat nog maar met twaalf clubs gespeeld zou worden. Britz werd vierde, met één punt achterstand op SG Südring. In 1947 werd opnieuw de historische naam VfB Britz aangenomen en in 1949 promoveerde de club naar de hoogste klasse. Britz werd voorlaatste, maar omdat SC Union 06 Oberschöneweide en VfB Pankow naar de Oost-Berlijnse competitie verhuisden, degradeerde de club niet. Het was slechts uitstel van executie en in 1950/51 werd de club, samen met Südring, laatste. In deze periode had de club zo'n 3000 toeschouwers per wedstrijd. Tot 1958 speelde de club in de Amateurliga Berlin, de tweede klasse, maar verzonk daarna in de anonimiteit.
In 1999 fuseerde de club met PSV Concordia Gropiusstadt, dat zelfs een fusie was tussen PSV Berlin en 1. FC Concordia Gropiusstadt. Van 2001 tot 2008 speelde de club in de Landesliga. Na twee seizoenen in de Berlin-Liga degradeerde de club weer. In 2017 degradeerde de club naar de Bezirksliga, voor twee seizoenen. 